# Магриб
30°00′00″ пн. ш. 5°00′00″ сх. д. / 30.0000° пн. ш. 5.0000° сх. д.

Магриб на мапі Африки

Магри́б (араб. مغرب Аль-Магриб «захід», Магреб, бербер. ⵜⴰⵎⴰⵣⵖⴰ) — назва, яку дали середньовічні арабські географи та історики країнам, розташованим на захід від Єгипту та Аравійського півострова; збереглася в арабській мові й донині, а завдяки французькій увійшла і в європейські мови.
До складу Магрибу входять: Мавританія, Західна Сахара, Марокко, Алжир, Туніс, Лівія (йдучи із заходу на схід).
Назву Аль-Магриб («край, де сідає сонце») ці держави отримали в період завойовницьких походів арабів на межі I і II тисячоліть н. е.

## Історичний аспект
Магриб — батьківщина оригінальних культур. На його території (сучасний Туніс) існувала стародавня велична держава-місто Карфаген.
Протягом тривалого часу народи країн Магрибу, особливо бербери, вели вперту боротьбу з численними загарбниками (давні греки, римляни, вандали, візантійці, араби, турки-османці, французькі колонізатори), відстоюючи свої політичні, економічні та культурні інтереси. Набуття статусу незалежних держав відкрило нові перспективи розвитку країнам і націям Магрибу.
У лютому 1989 року керівники Алжиру, Марокко, Тунісу, Лівії та Мавританії уклали угоду про створення нового міждержавного регіонального об'єднання — Союзу Арабського Маґрибу (САМ). 

Емблема Союзу Арабського Магрибу

## Економіка
| Номер | Країна     | ВВП (ПКС) $ млн |
| ----- | ---------- | --------------- |
| 44    | Алжир      | 285,541         |
| 58    | Марокко    | 179,240         |
| 70    | Туніс      | 108,430         |
| 81    | Лівія      | 70,386          |
| 148   | Мавританія | 8,241           |

| Номер | Країна     | ВВП (ПКС) $ млн |
| ----- | ---------- | --------------- |
| 34    | Алжир      | 421,626         |
| 55    | Марокко    | 241,757         |
| 70    | Лівія      | 132,695         |
| 75    | Туніс      | 120,755         |
| 143   | Мавританія | 11,835          |

| Номер | Країна     | ВВП (ПКС) $ млн |
| ----- | ---------- | --------------- |
| 45    | Алжир      | 284,700         |
| 58    | Марокко    | 180,000         |
| 68    | Туніс      | 108,400         |
| 81    | Лівія      | 73,600          |
| 151   | Мавританія | 8,204           |

## Цікаві факти проназву Магриб
- Іноді країнами Магрибу називаються лише Марокко, Алжир та Туніс. (з заходу на схід)
- Магри́б є також самоназвою сучасної північно-африканської держави Марокко.
- Араби кажуть: «Магриб — священний птах. Його тулуб — Алжир, праве крило — Лівія, ліве крило — Марокко, а голова — Туніс». Іноді трохи в інший спосіб (без Лівії): Алжир — тулуб, а Марокко і Туніс — крила.